# Gimnastică la Jocurile Olimpice de vară din 2020 - Inele
Proba masculină de gimnastică inele de la Jocurile Olimpice de vară din 2020 a avut loc în perioada 24 iulie-2 august 2021 la Ariake Gymnastics Centre.

## Program
Orele sunt ora Japoniei (UTC+9) 
| Data                   | Timp              | Etapă                                           |
| ---------------------- | ----------------- | ----------------------------------------------- |
| Sâmbătă, 24 iulie 2021 | 10:00 14:30 19:30 | Subdiviziunea 1 Subdiviziunea 2 Subdiviziunea 3 |
| Marți, 2 august 2021   | 17:00             | Finala                                          |

## Rezultate

### Calificări
| Loc | Gimnast                      | Dificultate | Execuție | Penalizare | Total  | Rezultat |
| --- | ---------------------------- | ----------- | -------- | ---------- | ------ | -------- |
| 1   | Eleftherios Petrounias (GRE) | 6,3         | 9,033    |            | 15,333 | C        |
| 2   | Liu Yang (CHN)               | 6,4         | 8,900    |            | 15,300 | C        |
| 3   | Samir Aït Saïd (FRA)         | 6,3         | 8,766    |            | 15,066 | C        |
| 4   | İbrahim Çolak (TUR)          | 6,2         | 8,733    |            | 14,933 | C        |
| 5   | Arthur Zanetti (BRA)         | 6,2         | 8,700    |            | 14,900 | C        |
| 6   | Adem Asil (TUR)              | 6,2         | 8,600    |            | 14,800 | C        |
| 7   | Denis Ableazin (COR)         | 6,3         | 8,500    |            | 14,800 | C        |
| 8   | You Hao (CHN)                | 6,5         | 8,300    |            | 14,800 | C        |
| 9   | Marco Lodadio (ITA)          | 6,4         | 8,233    |            | 14,633 | R1       |
| 10  | Artur Dalaloyan (COR)        | 6,0         | 8,500    |            | 14,500 | R2       |
| 11  | Igor Radivilov (UKR)         | 6,0         | 8,466    |            | 14,466 | R3       |

Rezerve
Rezervele pentru finala de la inele au fost:
1. Marco Lodadio (ITA)
2. Artur Dalaloyan (COR)
3. Igor Radivilov (UKR)

### Finala
Sursa
| Loc | Gimnast                      | Dificultate | Execuție | Penalizare | Total  |
| --- | ---------------------------- | ----------- | -------- | ---------- | ------ |
| 1   | Liu Yang (CHN)               | 6,5         | 9,000    |            | 15,500 |
| 2   | You Hao (CHN)                | 6,6         | 8,700    |            | 15,300 |
| 3   | Eleftherios Petrounias (GRE) | 6,3         | 8,900    |            | 15,200 |
| 4   | Samir Aït Saïd (FRA)         | 6,3         | 8,600    |            | 14,900 |
| 5   | İbrahim Çolak (TUR)          | 6,2         | 8,666    |            | 14.866 |
| 6   | Denis Ableazin (COR)         | 6,3         | 8,533    |            | 14,833 |
| 7   | Adem Asil (TUR)              | 6,2         | 8,400    |            | 14,600 |
| 8   | Arthur Zanetti (BRA)         | 6,5         | 7,633    |            | 14,133 |